# 金斯利·艾米斯
金斯利·威廉·艾米斯爵士（Sir Kingsley William Amis，1922年4月16日—1995年10月22日），英国小说家、诗人、评论家。

## 生平
他写过20多部长篇小说、三本诗集及其他著作。扎卡里·利德称其为20世纪后半叶英国最杰出的喜剧小说家。其代表作为1954年出版的《幸运儿吉姆》，该书為“愤怒青年派”小说代表作之一。